# Anaplectoides delineata
Anaplectoides delineata är en fjärilsart som beskrevs av Barend J. Lempke 1962. Anaplectoides delineata ingår i släktet Anaplectoides och familjen nattflyn. Inga underarter finns listade i Catalogue of Life.